# Cocked Hat Island
Cocked Hat Island är en ö i Kanada.   Den ligger i territoriet Nunavut, i den nordöstra delen av landet, 3 700 km norr om huvudstaden Ottawa.
Trakten runt Cocked Hat Island är permanent täckt av is och snö. Trakten runt Cocked Hat Island är nära nog obefolkad, med mindre än två invånare per kvadratkilometer.